# أزمة مينداناو 1990
بدأت أزمة مينداناو عندما قام العقيد الكسندر نوبل وأنصاره بالاستيلاء على موقعين عسكريين كاجايان دو آورو وبوتوان من دون إطلاق رصاصة واحدة أعلن استقلال جمهورية مينداناو الاتحادية في 4 أكتوبر 1990. الدولة المعلنة وفقًا لنوبل لديها مجلس عسكري مدني كممثل للحكومة. في وقت لاحق من اليوم التالي أعلن نوبل أنه يدعو للحوار مع الحكومة الفلبينية.